# Allomengea
Allomengea es un género de arañas araneomorfas de la familia Linyphiidae. Se encuentra en la zona holártica. 

## Lista de especies
Según The World Spider Catalog 12.0:
- Allomengea beombawigulensis Namkung, 2002
- Allomengea coreana (Paik & Yaginuma, 1969)
- Allomengea dentisetis (Grube, 1861)
- Allomengea niyangensis (Hu, 2001)
- Allomengea scopigera (Grube, 1859)
- Allomengea vidua (L. Koch, 1879)